# Rakowiec (rejon horodeński)
Rakowiec (ukr. Раковець / Rakoweć) – wieś na Ukrainie, w obwodzie iwanofrankiwskim, w rejonie horodeńskim, nad Dniestrem.

## Zabytki

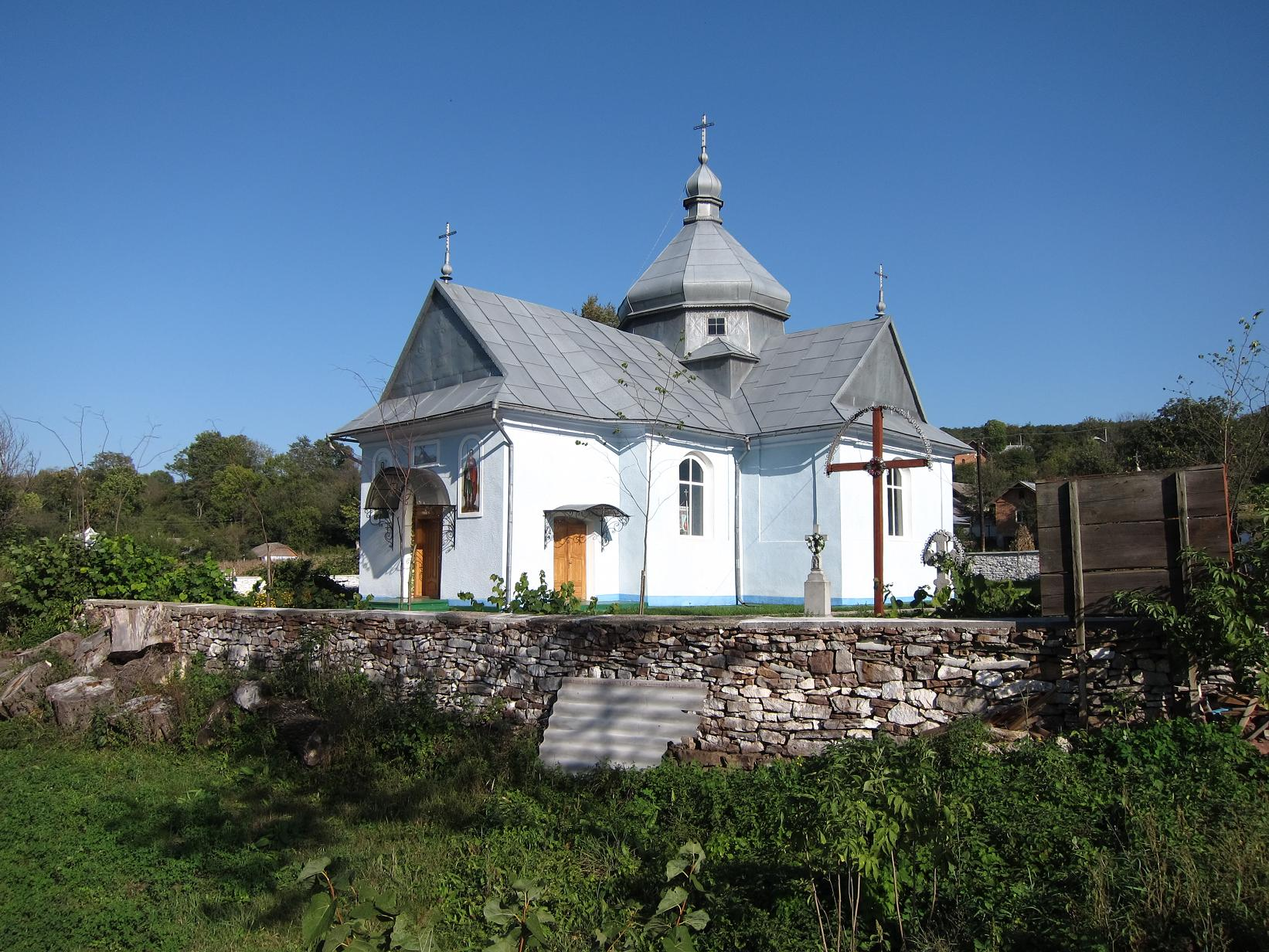
Cerkiew pw. św. Dymitra w Rakowcu

- Zamek w Rakowcu[1], koło wsi znajdują się ruiny zamku zbudowanego w 1658 roku przez Dominika Wojciecha Bieniewskiego.
- cerkiew pw. św. Dymitra.

## Ludzie
- ks. Michał Lewicki herbu Rogala (ur. w 1802, metryka w Kaplińcach) – ksiądz greckokatolicki, paroch we wsi[2] (m.in. w latach 1843[3], 1844[4]), ojciec Jana (zm. 1908), urzędnika c. k., krewny zaś Michała Lewickiego, greckokatolickiego arcybiskupa lwowskiego, biskupa przemyskiego, kardynała, Prymasa Galicji i Lodomerii[2].